# Europese auto in 2003
Dit artikel geeft een overzicht van alle Europese personenwagens die in 2003 op de markt kwamen. De auto's staan alfabetisch gerangschikt per merk.
| Alfa Romeo |                  | concern:               | FIAT Italië |
| Alfa Romeo | divisie:         |                        |             |
| Alfa Romeo | merk:            | Alfa Romeo Italië      |             |
| Alfa Romeo | model:           | 156 sedan / Sportwagon |             |
| Alfa Romeo | einde productie: | 2007                   |             |
| Alfa Romeo | productieaantal: | ?                      |             |

| Alfa Romeo |                  | concern:          | FIAT Italië |
| Alfa Romeo | divisie:         |                   |             |
| Alfa Romeo | merk:            | Alfa Romeo Italië |             |
| Alfa Romeo | model:           | GT coupé          |             |
| Alfa Romeo | einde productie: | 2007              |             |
| Alfa Romeo | productieaantal: | ?                 |             |

| Alfa Romeo |                  | concern:          | FIAT Italië |
| Alfa Romeo | divisie:         |                   |             |
| Alfa Romeo | merk:            | Alfa Romeo Italië |             |
| Alfa Romeo | model:           | GTV               |             |
| Alfa Romeo | einde productie: | 2006              |             |
| Alfa Romeo | productieaantal: | ?                 |             |

| Alfa Romeo |                  | concern:          | FIAT Italië |
| Alfa Romeo | divisie:         |                   |             |
| Alfa Romeo | merk:            | Alfa Romeo Italië |             |
| Alfa Romeo | model:           | Spider            |             |
| Alfa Romeo | einde productie: | 2006              |             |
| Alfa Romeo | productieaantal: | ?                 |             |

| Ariel |                  | concern:                       | onafhankelijk |
| Ariel | divisie:         |                                |               |
| Ariel | merk:            | Ariel Verenigd Koninkrijk      |               |
| Ariel | model:           | Atom 2 roadster (2e generatie) |               |
| Ariel | einde productie: | 2008                           |               |
| Ariel | productieaantal: | ?                              |               |

| Ascari |                  | concern:                   | onafhankelijk |
| Ascari | divisie:         |                            |               |
| Ascari | merk:            | Ascari Verenigd Koninkrijk |               |
| Ascari | model:           | KZ1                        |               |
| Ascari | einde productie: | 2003                       |               |
| Ascari | productieaantal: | ?                          |               |

| Aston Martin |                  | concern:                         | Ford Motor Company Verenigde Staten |
| Aston Martin | divisie:         |                                  |                                     |
| Aston Martin | merk:            | Aston Martin Verenigd Koninkrijk |                                     |
| Aston Martin | model:           | DB7 Zagato                       |                                     |
| Aston Martin | einde productie: | 2003                             |                                     |
| Aston Martin | productieaantal: | ?                                |                                     |

| Aston Martin |                  | concern:                         | Ford Motor Company Verenigde Staten |
| Aston Martin | divisie:         |                                  |                                     |
| Aston Martin | merk:            | Aston Martin Verenigd Koninkrijk |                                     |
| Aston Martin | model:           | V8 Vantage                       |                                     |
| Aston Martin | einde productie: | ?                                |                                     |
| Aston Martin | productieaantal: | ?                                |                                     |

| Audi |                  | concern:       | Volkswagen AG Duitsland |
| Audi | divisie:         |                |                         |
| Audi | merk:            | Audi Duitsland |                         |
| Audi | model:           | A3 3p / 5p     |                         |
| Audi | einde productie: | 2005           |                         |
| Audi | productieaantal: | ?              |                         |

| Audi |                  | concern:                                                                  | Volkswagen AG Duitsland |
| Audi | divisie:         |                                                                           |                         |
| Audi | merk:            | Audi Duitsland                                                            |                         |
| Audi | model:           | S4 sedan / Avant stationwagen (3e generatie; sportieve variant van de A4) |                         |
| Audi | einde productie: | 2004                                                                      |                         |
| Audi | productieaantal: | ?                                                                         |                         |

| Bentley |                  | concern:                    | Volkswagen AG Duitsland |
| Bentley | divisie:         |                             |                         |
| Bentley | merk:            | Bentley Verenigd Koninkrijk |                         |
| Bentley | model:           | Continental GT luxury coupe |                         |
| Bentley | einde productie: | ?                           |                         |
| Bentley | productieaantal: | ?                           |                         |

| BMW |                  | concern:            | onafhankelijk |
| BMW | divisie:         |                     |               |
| BMW | merk:            | BMW Duitsland       |               |
| BMW | model:           | 3-serie coupe (E46) |               |
| BMW | einde productie: | 2006                |               |
| BMW | productieaantal: | ?                   |               |

| BMW |                  | concern:      | onafhankelijk |
| BMW | divisie:         |               |               |
| BMW | merk:            | BMW Duitsland |               |
| BMW | model:           | 5-serie (E60) |               |
| BMW | einde productie: | 2010          |               |
| BMW | productieaantal: | ?             |               |

| BMW |                  | concern:      | onafhankelijk |
| BMW | divisie:         |               |               |
| BMW | merk:            | BMW Duitsland |               |
| BMW | model:           | 6-serie (E63) |               |
| BMW | einde productie: | 2010          |               |
| BMW | productieaantal: | ?             |               |

| BMW |                  | concern:      | onafhankelijk |
| BMW | divisie:         |               |               |
| BMW | merk:            | BMW Duitsland |               |
| BMW | model:           | X3 (E83)      |               |
| BMW | einde productie: | ?             |               |
| BMW | productieaantal: | ?             |               |

| Citroën |                  | concern:          | PSA Peugeot Citroën Frankrijk |
| Citroën | divisie:         |                   |                               |
| Citroën | merk:            | Citroën Frankrijk |                               |
| Citroën | model:           | C2                |                               |
| Citroën | einde productie: | 2010              |                               |
| Citroën | productieaantal: | ?                 |                               |

| Citroën |                  | concern:          | PSA Peugeot Citroën Frankrijk |
| Citroën | divisie:         |                   |                               |
| Citroën | merk:            | Citroën Frankrijk |                               |
| Citroën | model:           | C3 Pluriel        |                               |
| Citroën | einde productie: | 2010              |                               |
| Citroën | productieaantal: | ?                 |                               |

| Dacia |                  | concern:       | Renault-Nissan Frankrijk |
| Dacia | divisie:         |                |                          |
| Dacia | merk:            | Dacia Roemenië |                          |
| Dacia | model:           | Solenza        |                          |
| Dacia | einde productie: | 2005           |                          |
| Dacia | productieaantal: | 79.209         |                          |

| Ferrari |                  | concern:                             | FIAT Italië |
| Ferrari | divisie:         |                                      |             |
| Ferrari | merk:            | Ferrari Italië                       |             |
| Ferrari | model:           | 360 Challenge Stradale (racevariant) |             |
| Ferrari | einde productie: | 2004                                 |             |
| Ferrari | productieaantal: | ca. 1300                             |             |

| FIAT |                  | concern:    | onafhankelijk |
| FIAT | divisie:         |             |               |
| FIAT | merk:            | FIAT Italië |               |
| FIAT | model:           | Albea       |               |
| FIAT | einde productie: | ?           |               |
| FIAT | productieaantal: | ?           |               |

| FIAT |                  | concern:    | onafhankelijk |
| FIAT | divisie:         |             |               |
| FIAT | merk:            | FIAT Italië |               |
| FIAT | model:           | Barchetta   |               |
| FIAT | einde productie: | 2005        |               |
| FIAT | productieaantal: | ?           |               |

| FIAT |                  | concern:    | onafhankelijk |
| FIAT | divisie:         |             |               |
| FIAT | merk:            | FIAT Italië |               |
| FIAT | model:           | Idea        |               |
| FIAT | einde productie: | ?           |               |
| FIAT | productieaantal: | ?           |               |

| FIAT |                  | concern:                               | onafhankelijk |
| FIAT | divisie:         |                                        |               |
| FIAT | merk:            | FIAT Italië                            |               |
| FIAT | model:           | Palio hatchback / Weekend stationwagen |               |
| FIAT | einde productie: | ?                                      |               |
| FIAT | productieaantal: | ?                                      |               |

| FIAT |                  | concern:    | onafhankelijk |
| FIAT | divisie:         |             |               |
| FIAT | merk:            | FIAT Italië |               |
| FIAT | model:           | Panda       |               |
| FIAT | einde productie: | ?           |               |
| FIAT | productieaantal: | ?           |               |

| FIAT |                  | concern:    | onafhankelijk |
| FIAT | divisie:         |             |               |
| FIAT | merk:            | FIAT Italië |               |
| FIAT | model:           | Siena       |               |
| FIAT | einde productie: | ?           |               |
| FIAT | productieaantal: | ?           |               |

| Ford |                  | concern: | Ford Motor Company Verenigde Staten |
| Ford | divisie:         | Ford of Europe Duitsland                                                                                              |                                     |
| Ford | merk:            | Ford Verenigde Staten                                                                                                 |                                     |
| Ford | model:           | Focus C-Max / C-Max (1e generatie; gebaseerd op de 2e generatie Focus en tot de facelift in 2007 Focus C-Max geheten) |                                     |
| Ford | einde productie: | 2010 |                                     |
| Ford | productieaantal: | ? |                                     |

| Ford |                  | concern:                 | Ford Motor Company Verenigde Staten |
| Ford | divisie:         | Ford of Europe Duitsland |                                     |
| Ford | merk:            | Ford Verenigde Staten    |                                     |
| Ford | model:           | Streetka                 |                                     |
| Ford | einde productie: | 2008                     |                                     |
| Ford | productieaantal: | ?                        |                                     |

| Invicta |                  | concern:                    | onafhankelijk |
| Invicta | divisie:         |                             |               |
| Invicta | merk:            | Invicta Verenigd Koninkrijk |               |
| Invicta | model:           | S1                          |               |
| Invicta | einde productie: | 2012                        |               |
| Invicta | productieaantal: | 7 (schatting)               |               |

| Jaguar Daimler |                  | concern: | Ford Motor Company Verenigde Staten |
| Jaguar Daimler | divisie:         | |                                     |
| Jaguar Daimler | merk:            | Jaguar en Daimler Verenigd Koninkrijk |                                     |
| Jaguar Daimler | model:           | Jaguar XJ6 / XJ8 / XJR / Super V8 sedan (3e generatie, 1e serie; een variant met verlengde wielbasis verscheen in 2004) Daimler Super Eight (meest luxueuze variant vanaf 2005, behalve in de Verenigde Staten) |                                     |
| Jaguar Daimler | einde productie: | 27 maart 2009 |                                     |
| Jaguar Daimler | productieaantal: | 83.556 |                                     |

| Lamborghini |                  | concern:                                                   | Volkswagen AG Duitsland |
| Lamborghini | divisie:         |                                                            |                         |
| Lamborghini | merk:            | Lamborghini Italië                                         |                         |
| Lamborghini | model:           | Gallardo coupé-sportwagen (de cabriolet verscheen in 2006) |                         |
| Lamborghini | einde productie: | 2013                                                       |                         |
| Lamborghini | productieaantal: | 9670                                                       |                         |

| Lancia |                  | concern:                                        | FIAT Italië |
| Lancia | divisie:         |                                                 |             |
| Lancia | merk:            | Lancia Italië                                   |             |
| Lancia | model:           | Ypsilon kleine driedeurhatchback (2e generatie) |             |
| Lancia | einde productie: | 2011                                            |             |
| Lancia | productieaantal: | ca. 600.000 (verkocht in Europa)                |             |

| Mercedes-Benz |                  | concern:                                                                  | DaimlerChrysler Duitsland |
| Mercedes-Benz | divisie:         |                                                                           |                           |
| Mercedes-Benz | merk:            | Mercedes-Benz Duitsland                                                   |                           |
| Mercedes-Benz | model:           | CLK-Klasse cabriolet (A209; 2e generatie; afgeleid van de coupé uit 2002) |                           |
| Mercedes-Benz | einde productie: | augustus 2009                                                             |                           |
| Mercedes-Benz | productieaantal: | ca. 100.000                                                               |                           |

| Mercedes-Benz |                  | concern:                                                                                     | DaimlerChrysler Duitsland |
| Mercedes-Benz | divisie:         |                                                                                              |                           |
| Mercedes-Benz | merk:            | Mercedes-Benz Duitsland                                                                      |                           |
| Mercedes-Benz | model:           | E-Klasse (verlengde) stationwagen (S211 / VF211; variant van de 3e generatie sedan uit 2002) |                           |
| Mercedes-Benz | einde productie: | juni 2009                                                                                    |                           |
| Mercedes-Benz | productieaantal: | ca. 240.000                                                                                  |                           |

| Mercedes-Benz |                  | concern: | DaimlerChrysler Duitsland |
| Mercedes-Benz | divisie:         | |                           |
| Mercedes-Benz | merk:            | Mercedes-Benz Duitsland |                           |
| Mercedes-Benz | model:           | SLR McLaren GT-coupé (2e generatie; in samenwerking met McLaren ontwikkeld; in 2006 verscheen de krachtiger 722 Edition coupé en in 2007 de cabrioletvariant) |                           |
| Mercedes-Benz | einde productie: | juni 2008 (SLR), 2007 (722 Edition) |                           |
| Mercedes-Benz | productieaantal: | 1262 (SLR), 150 (722 Edition) |                           |

| Mercedes-Benz |                  | concern:                                                                                          | DaimlerChrysler Duitsland |
| Mercedes-Benz | divisie:         |                                                                                                   |                           |
| Mercedes-Benz | merk:            | Mercedes-Benz Duitsland                                                                           |                           |
| Mercedes-Benz | model:           | Viano mpv / Vito Traveliner minibus (W639; 2e generatie; personenvariant van de Vito-bestelwagen) |                           |
| Mercedes-Benz | einde productie: | 2014                                                                                              |                           |
| Mercedes-Benz | productieaantal: | bijna 195.000 (Viano)                                                                             |                           |

| MG |                  | concern:               | MG Rover Group Verenigd Koninkrijk |
| MG | divisie:         |                        |                                    |
| MG | merk:            | MG Verenigd Koninkrijk |                                    |
| MG | model:           | TF (Vanio)             |                                    |
| MG | einde productie: | ?                      |                                    |
| MG | productieaantal: | ?                      |                                    |

| MG |                  | concern:                                                           | MG Rover Group Verenigd Koninkrijk |
| MG | divisie:         |                                                                    |                                    |
| MG | merk:            | MG Verenigd Koninkrijk                                             |                                    |
| MG | model:           | XPower SV (en SV-R een jaar later; gebaseerd op de Qvale Mangusta) |                                    |
| MG | einde productie: | 2005                                                               |                                    |
| MG | productieaantal: | 82                                                                 |                                    |

| Opel |                  | concern:       | General Motors Verenigde Staten |
| Opel | divisie:         |                |                                 |
| Opel | merk:            | Opel Duitsland |                                 |
| Opel | model:           | Combo - / Tour |                                 |
| Opel | einde productie: | ?              |                                 |
| Opel | productieaantal: | ?              |                                 |

| Opel Vauxhall |                  | concern:                                                             | General Motors Verenigde Staten |
| Opel Vauxhall | divisie:         |                                                                      |                                 |
| Opel Vauxhall | merk:            | Opel Duitsland en Vauxhall Verenigd Koninkrijk                       |                                 |
| Opel Vauxhall | model:           | Meriva kleine mpv (1e generatie; gebaseerd op de 3e generatie Corsa) |                                 |
| Opel Vauxhall | einde productie: | 2010                                                                 |                                 |
| Opel Vauxhall | productieaantal: | ruim 1 miljoen (Opel), ruim 150.000 (Vauxhall)                       |                                 |

| Opel Vauxhall |                  | concern:                                                                    | General Motors Verenigde Staten |
| Opel Vauxhall | divisie:         |                                                                             |                                 |
| Opel Vauxhall | merk:            | Opel Duitsland en Vauxhall Verenigd Koninkrijk                              |                                 |
| Opel Vauxhall | model:           | Signum vijfdeurhatchback (1 generatie; afgeleid van de Vectra stationwagen) |                                 |
| Opel Vauxhall | einde productie: | 2008                                                                        |                                 |
| Opel Vauxhall | productieaantal: | 97.895 (verkocht in Europa)                                                 |                                 |

| Opel |                  | concern:            | General Motors Verenigde Staten |
| Opel | divisie:         |                     |                                 |
| Opel | merk:            | Opel Duitsland      |                                 |
| Opel | model:           | Vectra stationwagen |                                 |
| Opel | einde productie: | 2008                |                                 |
| Opel | productieaantal: | ?                   |                                 |

| Pagani |                  | concern:                                                                                 | onafhankelijk |
| Pagani | divisie:         |                                                                                          |               |
| Pagani | merk:            | Pagani Italië                                                                            |               |
| Pagani | model:           | Zonda roadster-sportwagen                                                                |               |
| Pagani | einde productie: | 2009                                                                                     |               |
| Pagani | productieaantal: | ca. 42 (exclusief de roadster uit 1999, de barchetta uit 2017 en de eenmalige varianten) |               |

| Peugeot |                  | concern:                                                    | PSA Peugeot Citroën Frankrijk |
| Peugeot | divisie:         |                                                             |                               |
| Peugeot | merk:            | Peugeot Frankrijk                                           |                               |
| Peugeot | model:           | 307 CC coupé-cabriolet (afgeleid van de hatchback uit 2001) |                               |
| Peugeot | einde productie: | 2008                                                        |                               |
| Peugeot | productieaantal: | 174.257                                                     |                               |

| Porsche |                  | concern:          | onafhankelijk |
| Porsche | divisie:         |                   |               |
| Porsche | merk:            | Porsche Duitsland |               |
| Porsche | model:           | 996 S cabriolet   |               |
| Porsche | einde productie: | 2005              |               |
| Porsche | productieaantal: | ?                 |               |

| Porsche |                  | concern:                                     | onafhankelijk |
| Porsche | divisie:         |                                              |               |
| Porsche | merk:            | Porsche Duitsland                            |               |
| Porsche | model:           | Carrera GT roadster-sportwagen (1 generatie) |               |
| Porsche | einde productie: | 2006                                         |               |
| Porsche | productieaantal: | 1270                                         |               |

| Renault |                  | concern: | onafhankelijk |
| Renault | divisie:         | |               |
| Renault | merk:            | Renault Frankrijk |               |
| Renault | model:           | Mégane Classic sedan / Grandtour stationwagen / CC coupé-cabriolet (varianten van de 2e generatie hatchback uit 2002) |               |
| Renault | einde productie: | 2008 (sedan in Europa); 2009 (stationwagen); 2010 (coupé-cabriolet)                                                   |               |
| Renault | productieaantal: | ? |               |

| Renault |                  | concern:                                                                            | onafhankelijk |
| Renault | divisie:         |                                                                                     |               |
| Renault | merk:            | Renault Frankrijk                                                                   |               |
| Renault | model:           | Scénic compacte mpv (2e generatie; in 2004 verscheen ook de verlengde Grand Scénic) |               |
| Renault | einde productie: | 2009                                                                                |               |
| Renault | productieaantal: | 1.586.778                                                                           |               |

| Rolls-Royce |                  | concern:                                                                                    | BMW Duitsland |
| Rolls-Royce | divisie:         |                                                                                             |               |
| Rolls-Royce | merk:            | Rolls-Royce Verenigd Koninkrijk                                                             |               |
| Rolls-Royce | model:           | Phantom VII sedan (7e generatie; in 2005 verscheen de verlengde Phantom Extended Wheelbase) |               |
| Rolls-Royce | einde productie: | 2017                                                                                        |               |
| Rolls-Royce | productieaantal: | ca. 2000 (verkocht in Europa)                                                               |               |

| Rover |                  | concern:                  | onafhankelijk |
| Rover | divisie:         |                           |               |
| Rover | merk:            | Rover Verenigd Koninkrijk |               |
| Rover | model:           | Streetwise                |               |
| Rover | einde productie: | 2005                      |               |
| Rover | productieaantal: | ?                         |               |

| Saab |                  | concern:                                                 | General Motors Verenigde Staten |
| Saab | divisie:         |                                                          |                                 |
| Saab | merk:            | Saab Zweden                                              |                                 |
| Saab | model:           | 9-3 Cabrio (afgeleid van de 2e generatie sedan uit 2002) |                                 |
| Saab | einde productie: | 2012                                                     |                                 |
| Saab | productieaantal: | ?                                                        |                                 |

| Smart |                  | concern:                                | DaimlerChrysler Duitsland |
| Smart | divisie:         |                                         |                           |
| Smart | merk:            | Smart Duitsland                         |                           |
| Smart | model:           | Roadster / Roadster-Coupé (1 generatie) |                           |
| Smart | einde productie: | november 2005                           |                           |
| Smart | productieaantal: | 43.091                                  |                           |

| TVR |                  | concern:                | onafhankelijk |
| TVR | divisie:         |                         |               |
| TVR | merk:            | TVR Verenigd Koninkrijk |               |
| TVR | model:           | T350 targa              |               |
| TVR | einde productie: | 2006                    |               |
| TVR | productieaantal: | ?                       |               |

| Vauxhall |                  | concern:                     | General Motors Verenigde Staten |
| Vauxhall | divisie:         |                              |                                 |
| Vauxhall | merk:            | Vauxhall Verenigd Koninkrijk |                                 |
| Vauxhall | model:           | Vectra stationwagen          |                                 |
| Vauxhall | einde productie: | 2008                         |                                 |
| Vauxhall | productieaantal: | ?                            |                                 |

| Volkswagen |                  | concern:             | onafhankelijk |
| Volkswagen | divisie:         |                      |               |
| Volkswagen | merk:            | Volkswagen Duitsland |               |
| Volkswagen | model:           | Golf (5e generatie)  |               |
| Volkswagen | einde productie: | 2008                 |               |
| Volkswagen | productieaantal: | ?                    |               |

| Volkswagen |                  | concern:             | onafhankelijk |
| Volkswagen | divisie:         |                      |               |
| Volkswagen | merk:            | Volkswagen Duitsland |               |
| Volkswagen | model:           | New Beetle cabriolet |               |
| Volkswagen | einde productie: | ?                    |               |
| Volkswagen | productieaantal: | ?                    |               |

| Volkswagen |                  | concern:             | onafhankelijk |
| Volkswagen | divisie:         |                      |               |
| Volkswagen | merk:            | Volkswagen Duitsland |               |
| Volkswagen | model:           | Touran               |               |
| Volkswagen | einde productie: | ?                    |               |
| Volkswagen | productieaantal: | ?                    |               |

| Volvo |                  | concern:     | Ford Motor Company Verenigde Staten |
| Volvo | divisie:         |              |                                     |
| Volvo | merk:            | Volvo Zweden |                                     |
| Volvo | model:           | S40          |                                     |
| Volvo | einde productie: | 2007         |                                     |
| Volvo | productieaantal: | ?            |                                     |

| Westfield |                  | concern:                      | onafhankelijk |
| Westfield | divisie:         |                               |               |
| Westfield | merk:            | Westfield Verenigd Koninkrijk |               |
| Westfield | model:           | XTR 2/4                       |               |
| Westfield | einde productie: | ?                             |               |
| Westfield | productieaantal: | ?                             |               |